# نيل آدامز (ممثلة)
نيل آدامز (بالإنجليزية: Neile Adams)‏ هي مغنية وممثلة فلبينية، ولدت في 10 يوليو 1932 بمانيلا في الفلبين.

## وصلات خارجية
- نيل آدامز على موقع IMDb (الإنجليزية)
- نيل آدامز على موقع ألو سيني (الفرنسية)
- نيل آدامز على موقع أول موفي (الإنجليزية)
- نيل آدامز على موقع قاعدة بيانات برودواي على الإنترنت (الإنجليزية)
- نيل آدامز على موقع قاعدة بيانات الأفلام السويدية (السويدية)
- نيل آدامز على موقع قاعدة بيانات الفيلم (الإنجليزية)
- نيل آدامز على موقع كينوبويسك (الروسية)